# Альбатрос королівський
Альбатрос королівський (Diomedea epomophora) — вид морських птахів родини альбатросових (Diomedeidae). Королівський і мандрівний альбатроси — найбільші зі всіх літаючих птахів. Протягом довгого часу ці два види вважалися одним.
Розміри: довжина тіла 120—130 см, розмах крил — до 3 м; вага — коло 8 кг.
Тривалість життя альбатроса в природі 58 років. Низька плодючість і довгий розвиток королівського альбатроса компенсується великою тривалістю життя і низькою смертностю дорослих птахів. Проте зараз птах знаходиться в небезпеці, найбільшу загрозу йому представляє забруднення навколишнього середовища.